# Hydrophilic-Lipophilic Balance
Pour les articles homonymes, voir HLB.
La HLB (Hydrophilic-Lipophilic Balance, ou équilibre hydrophile/lipophile) est une grandeur caractéristique d'un tensio-actif (donc un composé amphiphile).

## Présentation
La HLB est une méthode, proposée en 1949 par Griffin, qui permet de chiffrer l'équilibre existant entre la partie hydrophile et la partie lipophile de la molécule de tensioactif, équilibre lié à la solubilité dans l'eau. L'échelle varie de 0 à 20 (bornes exclues sinon les molécules ne sont plus des tensioactifs)  : plus la valeur est élevée, plus la solubilité dans l'eau est grande.

## Calcul
D'après la méthode de Davies,
{\displaystyle HLB=\sum HLB_{groupes\;hydrophiles}-\sum HLB_{groupes\;hydrophobes}+7}.
Il existe des tables de HLB pour différents groupes classiques. Si on obtient une HLB comprise entre 1 et 6, on a typiquement affaire à un tensioactif hydrophobe qui donnera préférentiellement des émulsions inverses (de type eau dans l'huile, E/H). Pour une HLB supérieure à 10, il aura clairement un caractère hydrophile et donnera surtout des émulsions directes (H/E).

## Propriétés
Le principal avantage de la HLB est son additivité, très utile lorsque deux tensioactifs doivent être utilisés en mélange pour obtenir une formulation stable. En effet, il existe une HLB requise par la phase hydrophobe pour une stabilité optimale, par exemple l'huile de paraffine nécessite une HLB de 11 ; s'il n'existe pas de tensioactif adéquat ayant cette valeur de HLB, il suffit de mélanger deux tensioactifs de manière que la HLB du mélange soit à la valeur requise. En revanche la HLB ne permet pas de tenir compte de l'ensemble des paramètres du système (température, proportion et nature de l'huile...).